# Мария Амалия Неаполитанская
Мария Амели Тереза де Бурбон (фр. Marie Amélie Thérèse de Bourbon; 26 апреля 1782[…], Королевский дворец в Казерте, Кампания — 24 марта 1866[…], Клермон-хаус, Суррей) — принцесса Неаполя и Сицилии, герцогиня Орлеанская. Супруга Луи-Филиппа I, королева Франции в 1830—1848 гг.

## Жизнь
Дочь короля Неаполя и Сицилии Фердинанда IV и Марии Каролины Австрийской.
Когда Мария Амалия родилась, сестра её матери, Мария-Антуанетта, была королевой Франции.
Итальянская принцесса получила воспитание в католической традиции. Ещё ребёнком была помолвлена с сыном Марии-Антуанетты — Луи-Жозефом, который должен был стать следующим королём Франции, но умер в 1789 году от туберкулёза.
В 18 лет была вынуждена покинуть родной дом в результате событий в Италии.
25 ноября 1809 года в Палермо в возрасте 27 лет она вышла замуж за 36-летнего герцога Шартрского Луи-Филиппа Орлеанского (1773—1850), старшего сына казнённого Филиппа Эгалите и Марии-Аделаиды де Бурбон, дочери герцога Пентьевра и правнучки короля Людовика XIV по линии бастардов.
В 1830 году в результате так называемой Июльской революции Луи-Филипп стал королём Франции, а его супруга Мария Амалия — королевой. Мария Амалия не играла активной роли в политике, сознательно от неё устранившись.
После событий революции 1848 года королевская семья переехала в Англию. Через два года умер Луи-Филипп I. После смерти мужа Мария Амалия жила в Англии.

## Дети
- Фердинанд Филипп (1810—1842), герцог Орлеанский, женат на Елене Мекленбург-Шверинской;
- Луиза Мария (1812—1850), замужем за королём Бельгии Леопольдом I;
- Мария (1813—1839), замужем за Александром, герцогом Вюртембергским[5];
- Луи Шарль Филипп (1814—1896), герцог де Немур, женат на Виктории Саксен-Кобург-Кохари;
- Франческа (1816—1818);
- Клементина (1817—1907), замужем за Августом Саксен-Кобург-Кохари, мать царя Болгарии Фердинанда I;
- Франсуа (1818—1900), принц де Жуанвиль, женат на Франческе, принцессе Бразильской, дочери императора Педру I;
- Шарль (1820—1828), герцог де Пентьевр;
- Генрих (1822—1897), герцог Омальский, женат на Марии Каролине Бурбон-Сицилийской;
- Антуан (1824—1890), герцог де Монпансье, женат на Луизе Фернанде Испанской.

## Титулы
- 26 апреля 1782 — 25 ноября 1809 Её Королевское Высочество Принцесса Неаполитанская
- 25 ноября 1809 — 9 августа 1830 Её Королевское Высочество Герцогиня Орлеанская
- 9 августа 1830 — 24 февраля 1848 Её Величество Королева-консорт Франции
- 24 февраля 1848 — 26 августа 1850 Её Королевское Высочество Герцогиня Орлеанская
- 26 августа 1850 — 24 марта 1866 Её Королевское Высочество Вдовствующая герцогиня Орлеанская
  - 26 августа 1850 — 24 марта 1866 Её Величество Вдовствующая королева Франции

## Образ в кино
- «Вернёмся на Елисейские поля[фр.]» (Франция, 1938) — актриса Маргерит де Морлэ[фр.]